# Gestreepte knorvis
De gestreepte knorvis (Conodon nobilis) is een straalvinnige vis uit de familie Haemulidae en behoort derhalve tot de orde van de baarsachtigen (Perciformes). De vis kan maximaal 33 cm lang en 588 gram zwaar worden.

## Leefomgeving
Conodon nobilis is een zoutwatervis. De vis prefereert een subtropisch klimaat en leeft hoofdzakelijk in de Atlantische Oceaan. De diepteverspreiding is 0 tot 100 m onder het wateroppervlak.

## Relatie tot de mens
Conodon nobilis is voor de visserij van aanzienlijk commercieel belang. In de hengelsport wordt er weinig op de vis gejaagd. De soort kan worden bezichtigd in sommige openbare aquaria.